# Garein
Garein település Franciaországban, Landes megyében. Lakosainak száma 426 fő (2022. január 1.). Garein Brocas, Cère, Geloux, Luglon, Vert és Ygos-Saint-Saturnin községekkel határos.

## Népesség
A település népességének változása:
| Lakosok száma | 401  | 385  | 373  | 422  | 442  | 437  | 436  | 437  | 433  | 426  |
|               | 1968 | 1982 | 1990 | 2006 | 2013 | 2015 | 2017 | 2019 | 2020 | 2022 |